# 苏卡达·顾珑希
苏卡达·顾珑希（1997年6月5日—），昵称Punpun（羅馬化：Panpan），泰国女演员兼模特。代表作品有《荷尔蒙》、《我恨你，我爱你》、《我死在去年夏天》、《电击女孩》等。

## 演艺经历
年仅4岁的苏卡达·顾珑希因担任多部广告的广告模特而进入娱乐圈。2007年，出演《鬼肢解》。正式出道作为2011年的电影《怨鬼之家》。
2015年，与提顶·玛哈由踏纳及塔纳波·里拉塔纳卡邹合作主演的喜剧电影《电击女孩》上映后，她凭此片获得第25届泰国电影金天鹅奖等多项最佳女主角提名，也荣获了第六届泰国电影导演协会奖最佳女主角奖。
2016年，参演的剧集《王子学院之绅士兽医》及《我恨你，我爱你》正式播出。
2017年至2020年期间，陆续参演GMMTV的剧集。其中包括了《密爱七重奏》、《狼计划》及《一夜暴福》。
此外，她也参演了GMM 25的电视剧《金色相片》（2018年）及《曼谷爱情故事之天悯奇缘》（2019年）。她凭借着《曼谷爱情故事之天悯奇缘》里的角色获得2019年亚洲电视大奖最佳女主角的提名。
2019年10月，GMMTV宣布尝试将小说《Beauty and The Guy》改编成剧集，并取名为《女魔头之恋》（รักของนางร้าย）。原定演员阵容有苏卡达、普利姆·拉达纳让瓦塔那（Pluem）、塔纳本·万罗西力侬（Na）、雅拉查芃·普金帕可（Goy）、塔察宫·波露娅楠（Godji）、阿西塔·西卡玛娜（Im）、琳·苏皖玛（Neen）等人。然而，GMMTV在2020年9月时透露，由于泰国发生COVID-19大流行，该企划只好与另一剧集《军营密恋》一同取消。后来，GMMTV最终决定以全新的演员阵容重启该项目，并在「BORDERLESS」新戏发布会上公开先导预告片。
2022年10月10日，主演的爱情喜剧《绅士三兄弟》正式播出，原定于2022年10月3日播出，但GMMTV以拍摄过程中出现问题为由推迟至10日在GMM 25及Viu播出。

## 影视作品

### 电影
| 年份   | 片名               | 角色            | 备注       |
| ------ | ------------------ | --------------- | ---------- |
| 2007年 | 《鬼肢解》         | Aye（年轻时期） |            |
| 2011年 | 《怨鬼之家》       | Nan             | 女配角     |
| 2012年 | 《爱情3＊7》       | Milk Suthirak   | 单元女主角 |
| 2013年 | 《我死在去年夏天》 | Meen            | 女主角     |
| 2015年 | 《电击女孩》       | 阿梅（May Nai） | 女主角     |
| 2021年 | 《洞悉真相》       | Pim             | 女主角     |
| 2022年 | 《安妮的面孔》     | Anne            | 女主角     |

### 电视剧
| 年份   | 剧名                                           | 角色                               | 播放平台        | 备注       |
| ------ | ---------------------------------------------- | ---------------------------------- | --------------- | ---------- |
| 2008年 | 《爱的旋律》                                   | Pop                                | Workpoint TV    | 客串       |
| 2012年 | 《闪光的队伍2》                                | Paeng                              | Modernine TV    | 客串       |
| 2013年 | 《荷尔蒙》（第一季）                           | Thaneeda Kamolpaisarn（Toei）      | GMM One         | 女主角     |
| 2014年 | 《荷尔蒙》（第二季）                           | Thaneeda Kamolpaisarn（Toei）      |                 | 女主角     |
| 2014年 | 《鬼校亡友》                                   | Im                                 | GMM 25          | 女主角     |
| 2015年 | 《荷尔蒙》（第三季）                           | Thaneeda Kamolpaisarn（Toei）      | GMM One         | 客串       |
| 2016年 | 《王子学院之绅士兽医》                         | Suaysai                            | GMM 25          | 女主角     |
| 2016年 | 《我恨你，我爱你》                             | Nana                               | LINE TV、GMM 25 | 女主角     |
| 2017年 | 《密爱七重奏》                                 | Padlom                             | One 31          | 女主角     |
| 2018年 | 《金色相片》                                   | Riawkhao / Khaow                   | GMM 25          | 女主角     |
| 2019年 | 《狼计划》                                     | Mo                                 | One 31          | 女主角     |
| 2019年 | 《斗气一家亲》                                 | Lin Zhi                            | Workpoint TV    | 女主角     |
| 2019年 | 《曼谷爱情故事之天悯奇缘》                     | Elle                               | GMM 25          | 女主角     |
| 2019年 | 《绝境岛》                                     | 出现在另一平行时空的北方打猎者     | Netflix         | 客串       |
| 2019年 | 《一夜暴福》                                   | Jee                                | GMM 25          | 女主角     |
| 2020年 | 《星期五俱乐部（第十二季）：隐秘之爱之爱必争》 | Namwan                             | GMM 25          | 单元女主角 |
| 2021年 | 《人间故事会：5G新骗》                         | Lin                                | Thai PBS        | 单元女主角 |
| 2022年 | 《对牛谈情俱乐部2：Proverbs for Women》        | Oil                                | One 31          | 单元女主角 |
| 2022年 | 《绅士三兄弟》                                 | Nuengnaret Trakulkasemsuk（Nueng） | GMM 25          | 女主角     |
| 2023年 | 《叢林獵愛》                                   | Pladao                             | Viu             | 女主角     |
| 2023年 | 《一夜燃情》                                   | Phaphaeng                          | One 31          | 女主角     |
| 2024年 | 《人生纪念册》                                 | Padparadscha（Ploysuay）           | GMM 25          | 女主角     |
| 2025年 | 《魅力航空》                                   | Darin Ronroengruethai（Tidgif）    | One 31          | 女主角     |

## 个人生活
2013年，苏卡达曾卷入吸毒丑闻，也曾因诽谤缇拉娜·友萨奴而退出Nadao Bangkok。